# 斎藤きち
斎藤 きち（さいとう きち、 1841年〈天保12年〉 - 1890年〈明治23年〉3月27日）は、幕末・安政4年の一時期、初代駐日アメリカ合衆国総領事タウンゼント・ハリスに雇用された伊豆国下田の日本人女性。幕末開国後、外国人にかしずいた最初の日本人女性として喧伝され、後年「唐人お吉」の異名で呼ばれた。

## 来歴

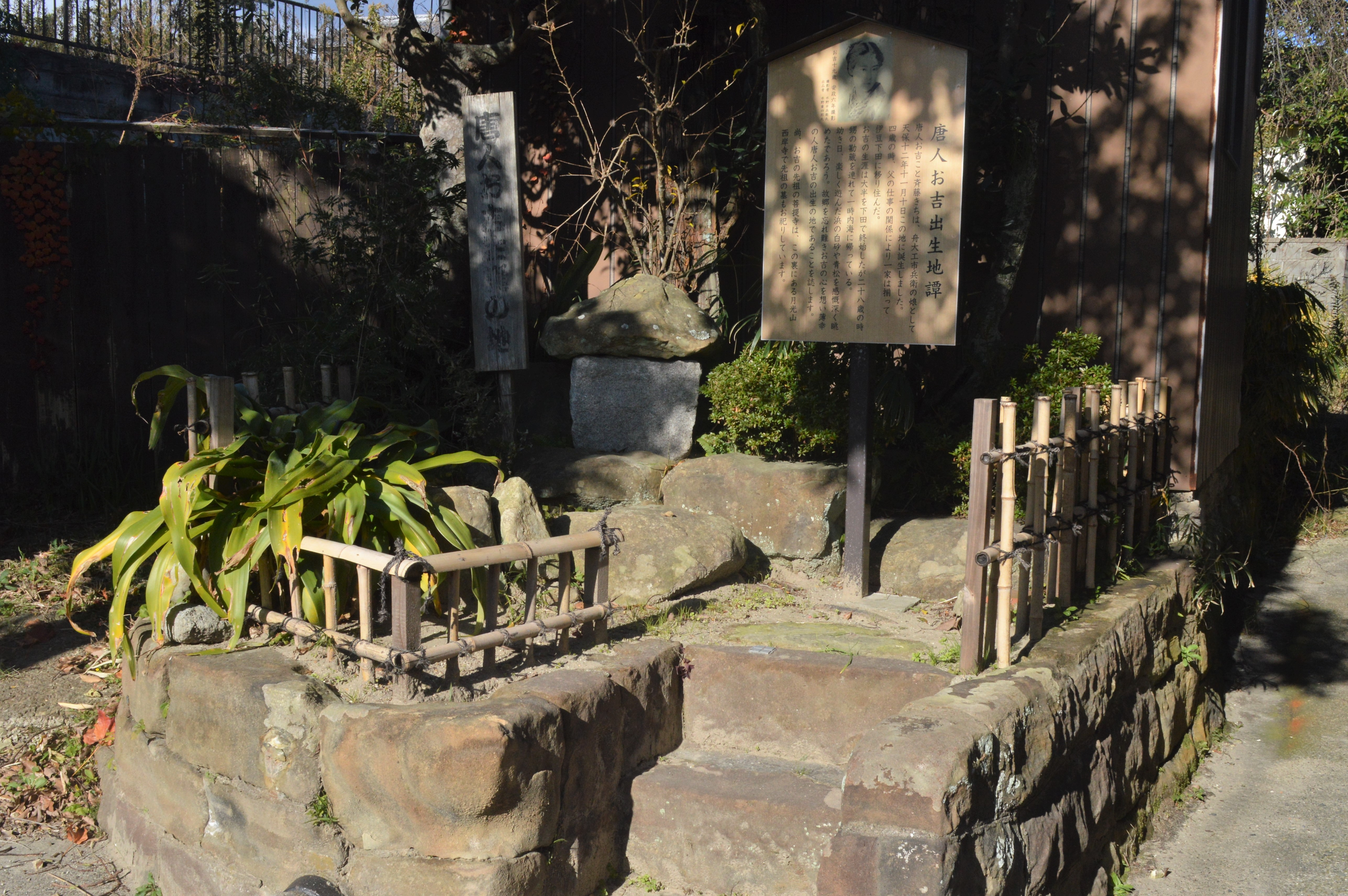
一説による出生地に作られた「唐人お吉出生地碑」（愛知県知多郡南知多町）

1841年（天保12年）、伊豆国賀茂郡下田の坂下町（現在の静岡県下田市）で出生（月日不詳）。父・市兵衛、母・きわ、姉・もと、弟・惣五郎の家族がいたことが判明している。船大工の父が没し生活が困窮したことから1847年（弘化4年）新田町の老婆せんの養女になる。1855年（安政元年）芸妓になる。翌年養母せん没により実家に帰る。
玉泉寺に駐留していたアメリカ合衆国駐日領事タウンゼント・ハリスは、長期間の船旅や遅々として進まない日本側との条約締結交渉のストレスも相まって体重が40ポンド（約18kg）も落ち、吐血するほど体調を崩していた。満52歳と当時としては高齢でもあり、ハリスの秘書兼通訳であるヘンリー・ヒュースケンが下田奉行所に看護人の派遣を要求した。
日本側は男性の看護人を派遣することにしたが、ヒュースケンが自分とハリスにそれぞれ女性の看護人を派遣することを強硬に要求した。下田奉行所はハリス側がいわゆる「妾」を要求しているものと判断し、方々に交渉した結果、ハリスに「きち」を、ヒュースケンに「ふく」を派遣することになった。
「きち」は1857年（安政4年）5月22日ハリスが滞在する玉泉寺に籠で出向くが、3日後の5月25日に帰された。「町会所日記」には「きち」の体に腫物があるので帰されたとする記述があり、やがて正式に解雇された。
実家に帰った「きち」は芸妓兼酌婦に戻って家計を支え、明治に入って斎藤姓を名乗り戸籍上の姓名は「斎藤きち」となった。
1868年（明治元年）に横浜で幼なじみの船大工・鶴松（のちに改名して川井又五郎）と再会し、1871年（明治4年）に下田の大工町に転居して所帯を構えるが、当人の酒癖の悪さが原因で1874年（明治7年）に離別して姉の所へ戻った。
1876年（明治9年）に三島の料理屋「かねや」の芸妓になり、1878年（明治11年）に下田で髪結いになった。

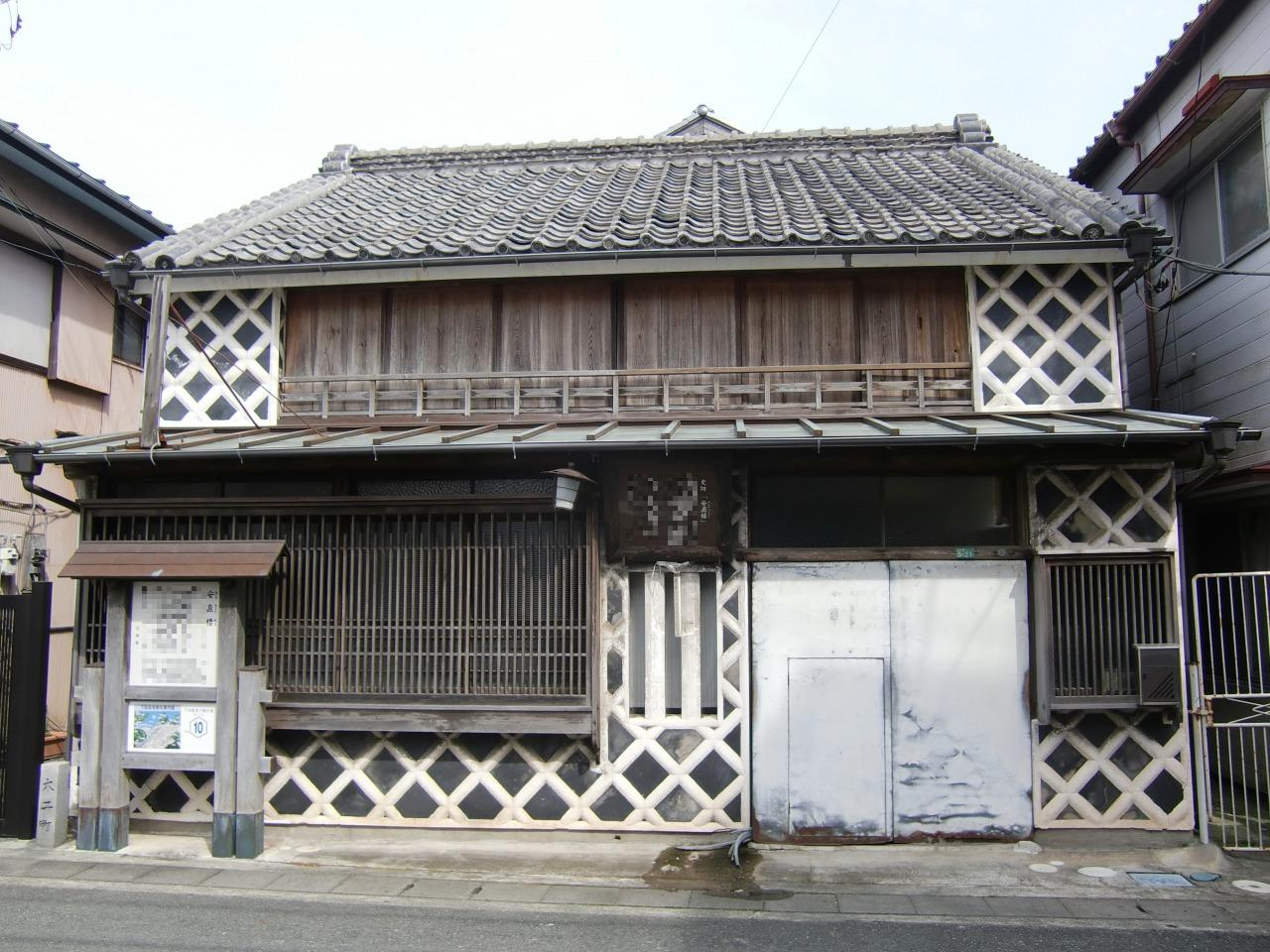
安直楼（静岡県下田市）

1882年（明治15年）に下田の大工町（現在の下田市三丁目）に小料理屋「安直楼」を開業するが、店は長くは続かなかった。その後、借家住まいになり三味線や踊りを教えて生計を立てた。
1887年（明治20年）1月、長年の不養生の結果発病し、半身不随の後遺症が残った。養母・せんから相続した新田町の家も売却し、吉奈温泉に逗留して湯治する。健康を損ない財産も失い生活を支えることもできず、以降は近隣の知人にすがって細々と暮らした。
1890年（明治23年）3月27日、稲生沢川に転落して水死した。行年48。
遺体は河原に打ち上げられたまま誰にも引き取られず、これを憐れんだ地元の僧侶が遺体を収容し、自身が住職をつとめる下田の宝福寺に埋葬した。
当初の戒名は「貞歓信女」だったが1925年（大正14年）に「宝海院妙満大師」と改めた。
転落した正確な場所は不詳だが、遺体発見の前に杖をついて門栗ヶ淵付近を歩く姿が目撃されていたことから、のちに観光資源化を目論んで門栗ヶ淵は「お吉ヶ淵」と改名された。
斎藤きちの経歴については、生誕から死没に至るまで諸説あり、資料が少ない上に、後年の小説・戯曲・映画等で表現された薄幸で悲劇的なフィクションの世界の「唐人お吉」像が、忠臣蔵や八百屋お七の例にみられるように、さながら史実のごとく語られてしまっている可能性が高く、伝わる経歴の正誤を一概に断定する事は困難である。なお、当人の名前がフィクションの影響で「お吉」と表記されることが多いが、江戸期の下田奉行所の記録や町会所日記、明治期の戸籍上の当人の名前表記は平仮名で「きち」である。

## 史実に対する調査
いわゆる「唐人お吉」像が世間に広まるきっかけを作ったのは1928年に発表された十一谷義三郎の小説『唐人お吉』である。以降、きちをモチーフに創作された「唐人お吉」の悲劇を描いた作品が相次ぎ発表され、それぞれ人気を博した結果、史実とフィクションが混同された「唐人お吉」に対する同情的な世論が広がっていった。
この項ではフィクションの主役としての「唐人お吉」ではなく、実在の人物である「斎藤きち」についての調査の例を記す。

### 「看護人」か「妾」か
名目上は「看護人」であっても、見知らぬ外国人の元へ「妾」同然に派遣されるとあって、高額の給金が支給された。「きち」の場合、支度金が25両、月給は10両だったが3日で解雇されたので、「給分の内」としてまず7両が支払われた。家族が再雇用を願い出るもかなわず、さらに5両が支払われ、30両が解雇手当のような形で支給された。総支給額は計67両である。
ヒュースケンの下に派遣された「ふく」は支度金が20両、月給7両2分であった。ハリスの元へは「きち」の後釜として下田在住・為吉の娘「さよ」が派遣され、支度金が20両、月給7両2分である。
アメリカ側を籠絡し、条約締結交渉の引き延ばしを図りたい日本側の思惑はさておき、ハリスは生涯妻帯しなかった敬虔な聖公会教徒であり、生命が危ぶまれるほど著しい体調不良にも悩まされていた。そうした状況下で、日米和親条約締結による部分的な開国はあったが、未だ鎖国政策を敷く日本との通商条約締結交渉の全権委任という重責を担う人間が、交渉相手国からの妾の提供という外交交渉に悪影響を与えかねない供応を受けるとは常識的には考えにくい。
自らはハリスの秘書兼通訳の立場にすぎず、あからさまに「女性の看護人」を要求したヒュースケンはともかく、状況を鑑みれば、ハリスは妾でなく純然たる看護人を要求したとの判断もできる。だが、ハリスと「きち」の男女関係の有無が明確ではないため、さまざまな説は想像の域を出ず、詳細は不明である。

### 19歳当時の「きち」を撮影したとされる写真

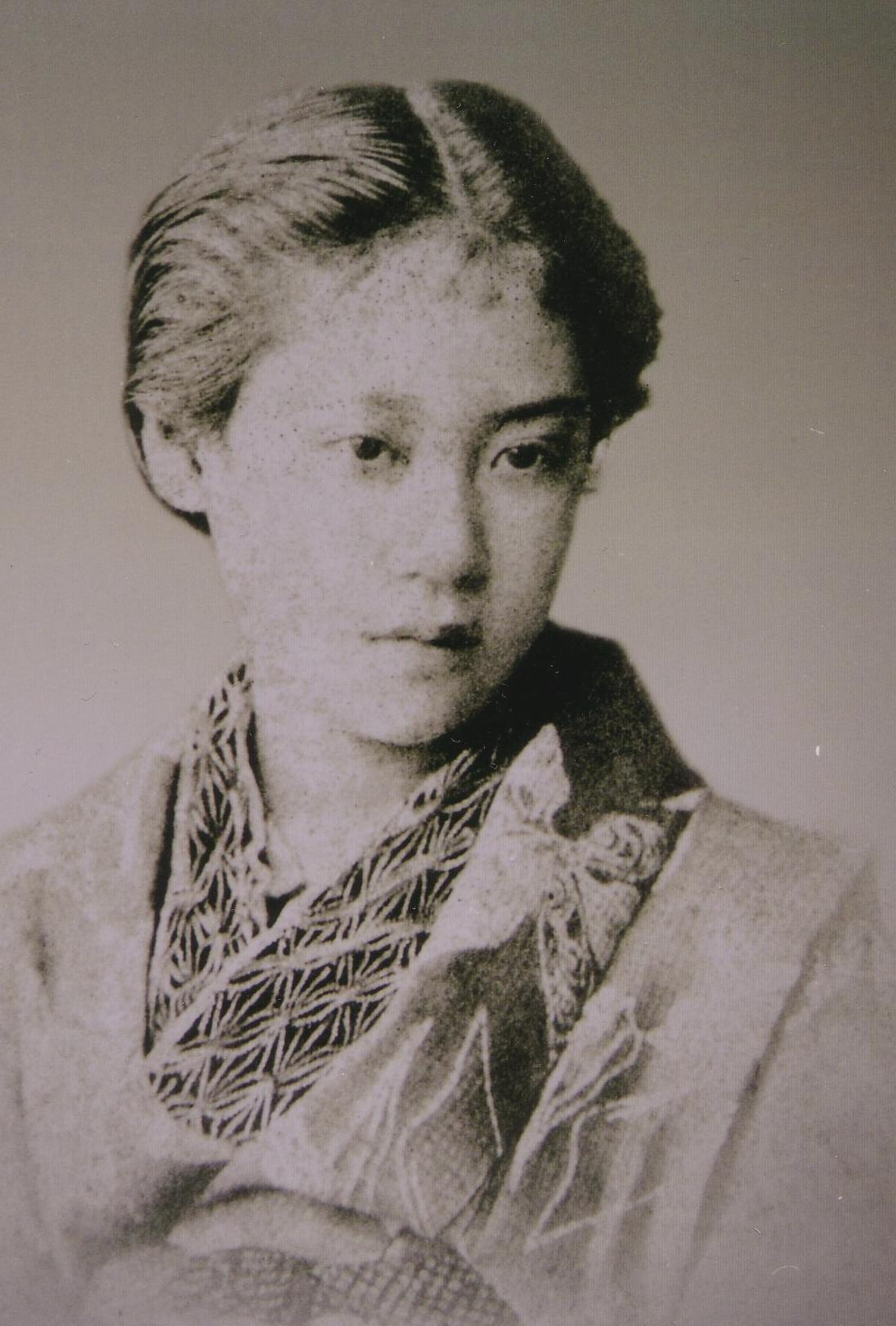
19歳当時の「きち」（斎藤きち）を撮影したものと称されている写真
（八幡山宝福寺唐人お吉記念館蔵）

19歳当時の「きち」（斎藤きち）を撮影したとされる写真が存在する。下岡蓮杖の弟子である水野半兵衛が下田市の八幡山宝福寺に寄贈した旨の来歴が伝わっており、出版物や観光用パンフレット等に多数用いられている。

#### 撮影条件の不一致
「きち」が数え年19歳であったのは1860年（安政7年 - 万延元年）である。
- 1859年（安政6年）まで下岡蓮杖は下田に居住していた。下岡蓮杖の写真技術習得の経歴については諸説あるが[14]、当時は未だ写真技術の基礎すら手探りの状態であったか、あるいは実質的には手つかずの状態にあった事は確かで、仮に「きち」と接触があったとしても鮮明な写真の撮影は到底不可能である。
- 下岡蓮杖が横浜の野毛に写真店を開業したのは1862年（文久2年）末、「きち」は当時数え年21歳であるから年齢が合致しない[15]。
- 下岡蓮杖の初期の写真はガラス湿板写真[注釈 11]で、鶏卵紙を用いた紙焼きプリントを開始するのは慶応年間頃と推定される[16]。
したがって、文久年間の下岡蓮杖の手による写真ならばガラス湿板写真のはずだが、後述の「Officer's Daughter」（士官の娘）は紙焼きプリント写真である。

上記のように時代と条件が合致していない。来歴通り水野半兵衛による寄贈であったとしても、下岡蓮杖・水野半兵衛の師弟が19歳当時の「きち」を撮影した事実はない。

#### 「Officer's Daughter」の存在

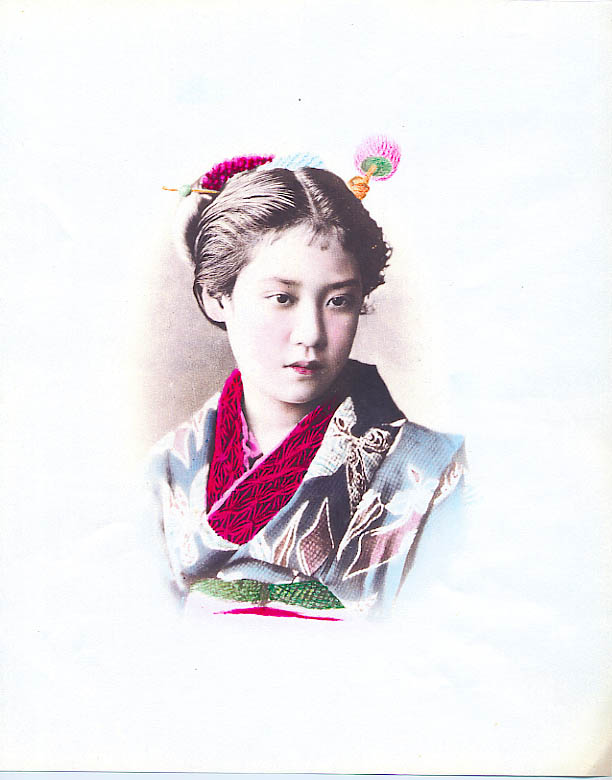
「Officer's Daughter（士官の娘）」
19歳当時の「きち」（斎藤きち）を撮影したものと称されている写真の基になった。

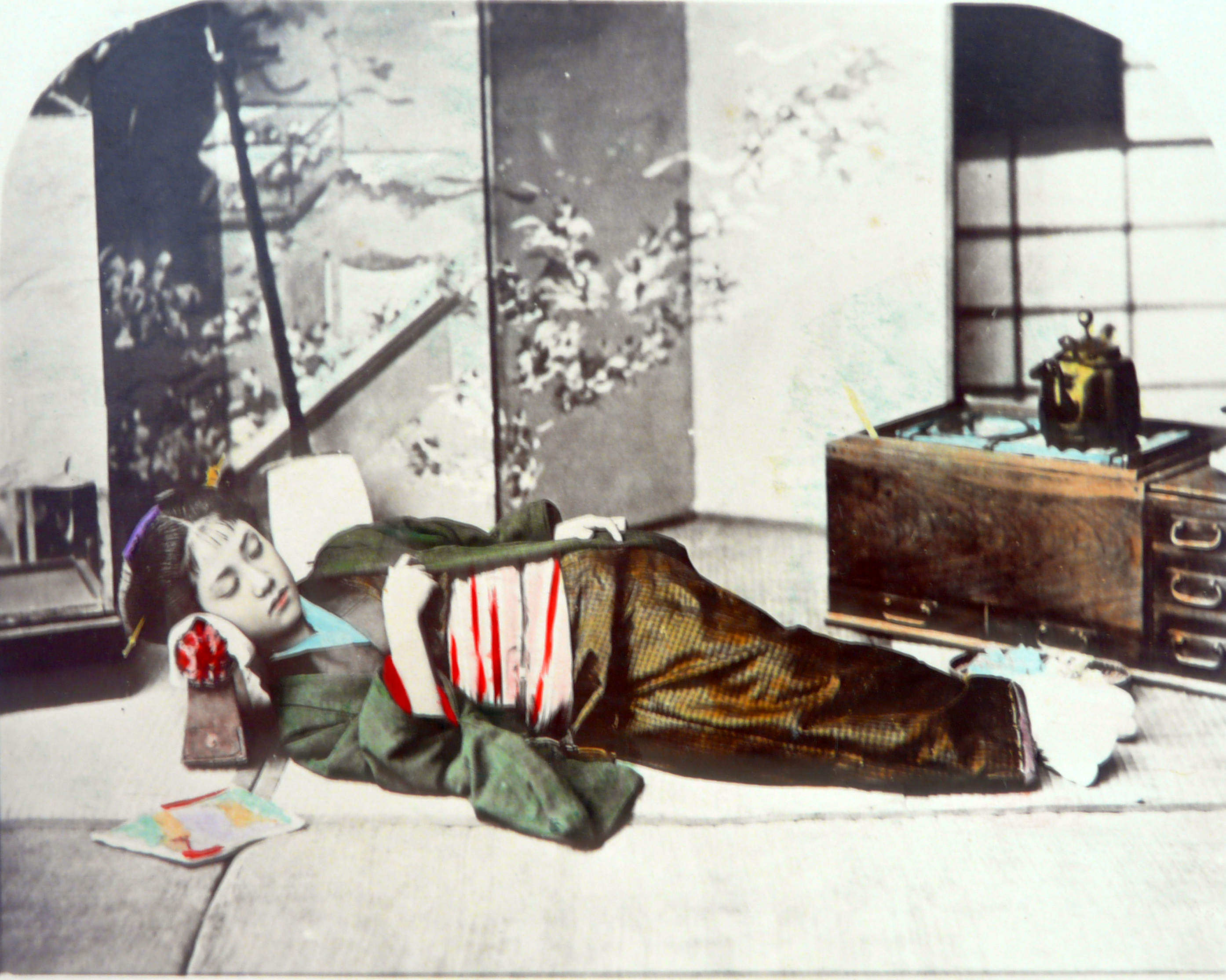
「Officer's Daughter（士官の娘）」と同じモデルの別の写真
ファルサーリ商会の土産物写真と推定される。1886年（明治19年）以前の撮影。

- 幕末から明治中頃にかけ、主に横浜の写真館から国内向けや在留外国人の土産物、あるいは輸出用に多数販売されていた写真[注釈 13]の中の一葉で、「Officer's Daughter」（士官の娘）と呼ばれる物が存在する。アドルフォ・ファルサーリが横浜で経営していた写真店・ファルサーリ商会[18]で販売していたもので、撮影者[注釈 15]・モデル共に不詳。紙焼きプリントに手彩色[注釈 16]されている。1880年代（明治10年代）から1890年代（明治30年代）半ば頃まで販売され続けた人気商品であり、ファルサーリ商会以外でも複数の写真店から販売され国内外に多数現存している[19]。需要の高さからか、このモデルの女性は複数の土産物写真に用いられている。女体についての考察で知られ、明治期に来日もしているドイツ医師カール・ハインリッヒ・シュトラッツの日本人に関する書物では、鼻を高く加工したものがイタリア人と日本人の混血の娘として掲載されている[20]。

「Officer's Daughter」（士官の娘）と19歳の「きち」を撮影したものと称されている写真が基本的には同一の写真である事は一見して明らかである。

#### 女性モデルの髪形
- 「Officer's Daughter」（士官の娘）の女性モデルの髪形は真ん中分けでやや西洋風だが、日本髪で髪留めも玉簪や櫛など旧来の日本式の物を用いている。西洋文化が大量に流入した明治時代前半に登場した髪形[21]で、撮影年の特定までには至らないが明治以降と推定できる。
- 明治時代以降の髪形である「Officer's Daughter」（士官の娘）の女性モデルと、発売当時30 - 40歳代の斎藤きちでは年齢が合致しない。
- 「きち」が数え年19歳の頃に撮影された古い写真を紙焼きして販売したと仮定しても、幕末期の若い未婚女性の髪形は島田髷・銀杏返し・桃割れ等の純然たる日本髪で、「Officer's Daughter」（士官の娘）の女性モデルの髪形では時代が合致しない。

#### 写真の改変
- 19歳当時の「きち」を撮影したとされる写真は粗い画質だが、「Officer's Daughter」（士官の娘）の方は比較的鮮明な画質である。高画質の写真を加工複製すれば通常は画質が劣化する。筆による修正や手彩色ならともかく、低画質な写真を加工複製し、高画質に作り変える技術は当時存在しない。

つまり、「Officer's Daughter」（士官の娘）から当該写真の作成は可能だが、当該写真から「Officer's Daughter」（士官の娘）の作成は不可能である。
上記の理由から、「19歳の「きち」を撮影したものと称されている写真は、明治期に撮影・販売されたファルサーリ商会の人気商品「Officer's Daughter」（士官の娘）あるいは他のいずれかの写真店から販売された同種の写真から、女性モデルの玉簪・櫛・髪飾りと後頭部の巻き髪を削除する改変を施して複写したもの」と考えられる。
後頭部の巻き髪を削除したことで、日本髪であるはずが真ん中分けの洋髪にも見える。写真の改変者が不明である以上、施された加工の意図も定かではない。来歴通り水野半兵衛による寄贈であっても、現物はオリジナルに粗雑な改変を施した物にすぎない。

#### はたして「きち」か
写真の女性モデルが「きち」である確証はなく、推定するに足る具体的かつ客観的な根拠も何一つ存在しない。むしろ上述した否定的な状況証拠が複数存在している。
さらに、明治期の横浜発の土産物写真「Officer's Daughter」（士官の娘）あるいは他のいずれかの写真店から販売された同種の写真と、来歴があるはずの当該写真が、いわゆる「唐人お吉」の写真として関係各方面で混用されている状態では、提示された情報の信憑性は著しく低いと言わざるを得ない。
したがって、当該写真の女性モデルが19歳かあるいはそれに近い年齢であった当時の「きち」である可能性は極めて低い。なお、「唐人お吉」とされる別人の30歳頃の写真が存在する。

## 観光資源としての「唐人お吉」
現代の下田市には、宝福寺に唐人お吉記念館が設けられているほか、いわゆる「唐人お吉」を偲ぶ「お吉祭り」が命日（3月27日）に開かれている。

## その他
- 下田市所在の玉泉寺境内の「ハリス記念館」、了仙寺境内の「MoBS黒船ミュージアム」には、きちの遺品がある。

## お吉を題材とした作品
小説
国立国会図書館蔵書。
- 『実話唐人お吉』（村松春水、1930年（初出は1927年））
- 『唐人お吉』十一谷義三郎（1928年（同年初出））
- 『唐人お吉伝 艶麗の悲歌』（丹潔、1940年）
- 『唐人お吉』（井上友一郎、1950年）
- 『唐人お吉物語 実説秘話』（竹岡範男、1962年）
- 『異聞真田幸村・唐人お吉』（中田耕治、1969年）
- 『紅椿無惨 唐人お吉』（中山あい子、1975年）
- 『横濱 唐人お吉異聞』（山崎洋子、2011年）
- 『くれない燃ゆ 唐人お吉』（佐藤三武朗、2012年）
- 『伝承秘話 唐人お吉 君が心はやまとなでしこ』（石垣直樹、2013年）
- 『妖魔伝説』全9巻（妖貴妃、2023年、つむぎ書房 → TEMMA BOOKS）

戯曲
- 『唐人お吉』真山青果（1929年）
- 『女人哀詞』山本有三（1930年）
- 『唐人お吉』川村花菱（1931年）

映画
- 『唐人お吉』（監督：村越章二郎、原作：村松春水、脚本：八尋不二、河合映画製作社、1930年6月6日公開） - 演：琴糸路
- 『唐人お吉』（監督：溝口健二、原作：十一谷義三郎、脚色：畑本秋一、日活太秦撮影所、1930年7月1日公開） - 演：梅村蓉子
- 『唐人お吉』（監督：衣笠貞之助、原作：村松春水、脚本：悪麗之助、松竹下加茂撮影所、1931年12月18日公開） - 演：飯塚敏子
- 『唐人お吉』（監督：冬島泰三、原作：川村花菱、脚本：川口松太郎、新興キネマ東京撮影所、1935年1月5日公開） - 演：初代 水谷八重子
- 『唐人お吉 黒船情話』（監督：池田富保、原作：十一谷義三郎、脚色滝川紅葉、日活京都撮影所、1937年6月17日公開） - 演：花井蘭子
- 『新釈・唐人お吉 焚身篇』（監督・脚本：犬塚稔、松竹下加茂撮影所、1938年12月24日公開） - 演：田中絹代
- 『唐人お吉』（監督：若杉光夫、脚本：依田義賢・若尾徳平・若杉光夫、京映プロダクション・現代俳協 / 北星、1954年1月15日公開） - 演：山田五十鈴
- 『日本ロマンス旅行』「下田」編（監督：小森白、原作：大蔵貢、脚本：岡戸利秋、新東宝、1959年6月19日公開） - 演：小畑絹子
- 『黒船』 (The Barbarian and the Geisha)（監督：ジョン・ヒューストン、原作：エリス・セント・ジョセフ、脚本：チャールズ・グレイソン、20世紀フォックス、1959年2月3日公開） - 演：安藤永子

テレビドラマ
- テレビ劇場『女人哀詞』（1959年5月1日、NHK総合、原作：山本有三、脚色：大垣肇） - 演：山田五十鈴
- 浪曲ドラマ『唐人お吉』（1963年4月17日、NHK総合） - 演：千之赫子
- 『唐人お吉』（1963年12月18日、日本テレビ） - 演：大江美智子
- 大河ドラマ『花の生涯』（1963年度、NHK、原作：舟橋聖一、脚本：北条誠） - 演：朝丘雪路
- ゼネラルアワー 美空ひばり劇場『唐人お吉』（1965年3月2日 - 16日、TBS、脚本：佐々木陽子） - 演：美空ひばり
- 『花の生涯』（1974年4月2日 - 9月24日、日本テレビ、原作：舟橋聖一、脚本：北条誠） - 演：江波杏子
- 木曜ゴールデンドラマ『愛は海鳴りのごとく 唐人お吉』（1980年5月22日、読売テレビ、脚本：服部佳） - 演：佐久間良子
- 『花の生涯 井伊大老と桜田門』（1988年1月2日、テレビ東京、原作：舟橋聖一、脚本：笠原和夫・本田英郎・下飯坂菊馬・志村正浩） - 演：水島かおり

舞台
- 『唐人お吉』（1983年4月初演、演出：石井ふく子、脚本：服部佳、帝国劇場） - 演：佐久間良子
- オペラ『唐人お吉』（作曲：高木東六、台本江上照彦、公演団体：日本オペラ協会、主催団体：（財）日本オペラ振興会、1982年3月2日・3日、会場東京郵便貯金ホール）

楽曲
- 『唐人物語（ラシャメンのうた）』サザンオールスターズ（1998年）
- 浪曲『お吉物語』天津羽衣（2000年）

漫画
- 『まんが安直楼始末記 「唐人お吉」の真実』（原作：杉本武「安直楼始末記 -真 斎藤きち伝」、幕末お吉研究会、2018年）[26]

人形
- 『阿蘭陀異聞 唐人お吉』辻村寿三郎創作人形